# 崎陽軒

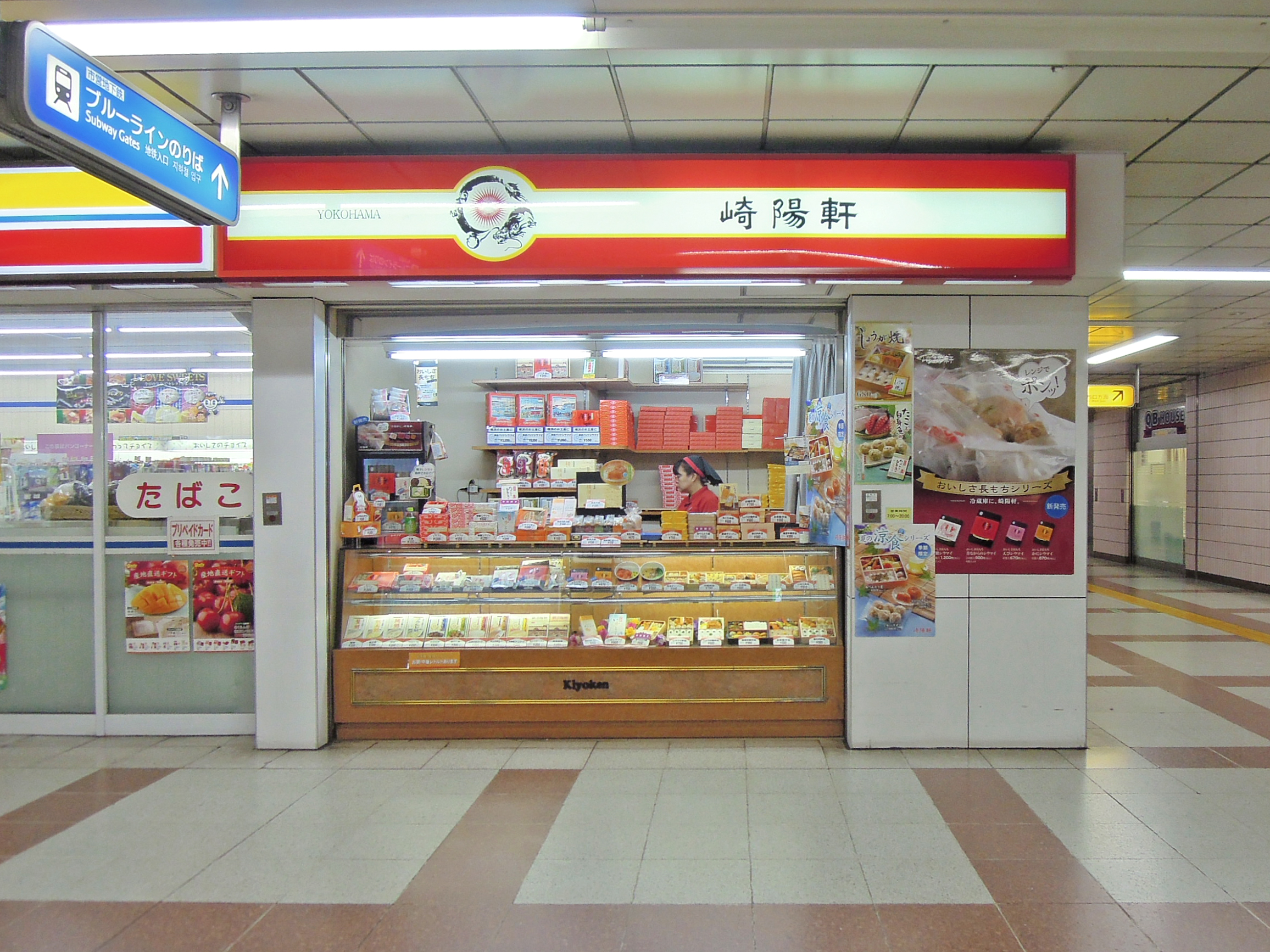
駅構内の売店

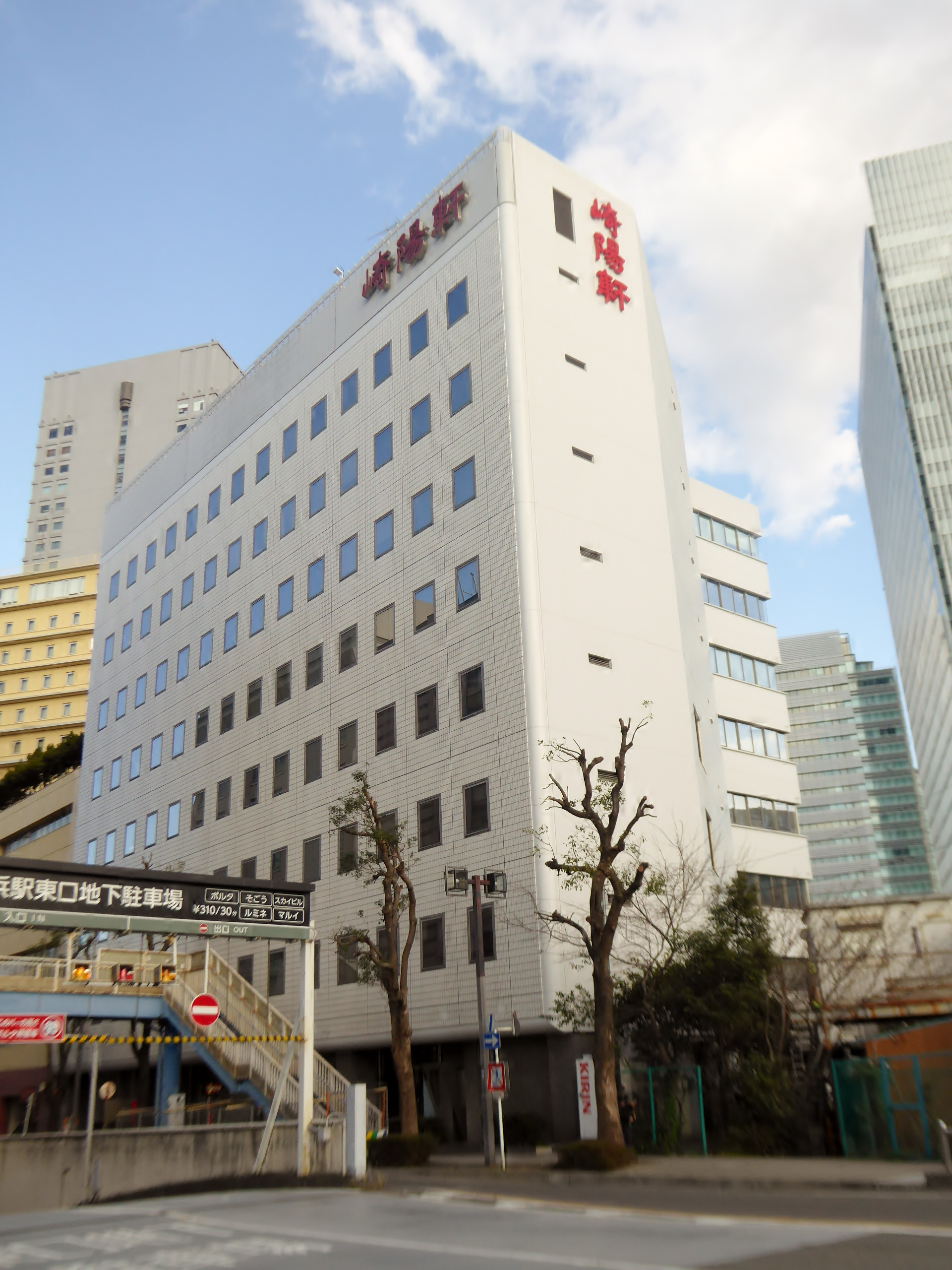
本社（ヨコハマジャスト1号館）。地下には本社工場がある。

株式会社崎陽軒（きようけん）は、神奈川県横浜市西区に本社を置く、主にシウマイ・シウマイ弁当の製造販売ならびにレストラン経営を行う企業である。
崎陽軒は1908年に初代横浜駅（現在の桜木町駅）構内の売店として開業した。横浜名物のシウマイ（崎陽軒の焼売はシウマイと表記する）、駅弁の「シウマイ弁当」を製造、販売していることで知られる。また、中華料理店やイタリア料理店といった飲食店も経営している。

## 概要
工場は、本社地下（本社工場）と横浜市都筑区（横浜工場）、東京都江東区（東京工場）の3か所に所在する。
このうち横浜工場は、工場見学やできたてシウマイの試食、プチミュージアムショップでの買い物ができる。

### 社名の由来
創業者の久保久行（横浜駅（現・桜木町駅）の4代目駅長）が長崎市出身である事にちなみ、長崎の漢文風の別称である「崎陽」に由来する。「崎陽」は「太陽の当たる岬」という意味を持っていることから、それに因んで店の名前にしたと云われている。

### ひょうちゃん
ひょうちゃんは1955年から同社製シウマイの箱中に封入されている陶器製醤油入れの愛称で、ひょうたん型容器に多種多様な表情が描かれている。昔は、金色のひょうちゃんも存在した。ファンも多く、ひょうちゃんコレクターも存在する。1996年、フタがコルク栓からゴム製のものに変わる。また、関連商品として同社からひょうちゃんサブレなども発売されている。ひょうちゃんの顔を書いていたのは「フクちゃん」を書いた有名なマンガ家、横山隆一の手によるものだったが、その後イラストレーターの原田治に変わった。2003年からは横山隆一のデザインに戻っている。製造は愛知県瀬戸市の電器部品メーカー ヤマキ電器が担当している。

#### 期間限定ひょうちゃん
各種の記念企画や節目になる年において、数量や期間限定で特別な絵柄のひょうちゃんが登場している。
崎陽軒創業100周年の2008年には、柳原良平による絵柄の「100周年記念ひょうちゃん」が登場した。2010年には、劇団四季とのコラボレーションにより『キャッツ』に登場する猫をデザインした「キャッツひょうちゃん」が登場。ひょうちゃん誕生60年となる2015年には、「還暦記念ひょうちゃん」 や「金色の還暦記念ひょうちゃん」などが登場した。崎陽軒創業110年、シウマイ誕生90年に当たる2018年は、「創業110周年・シウマイ誕生90周年記念ひょうちゃん」が封入された。
また、2018年には、『横浜ウォーカー』との合同企画により、県内の企業体とのコラボレーションが実施され、各種の限定版ひょうちゃんが登場した。

### シウマイ娘
崎陽軒の女性従業員の中で、横浜駅の東海道本線ホームでシウマイを駅弁形式で販売するスタッフのことを言った。下り列車では乗客は始発駅の東京駅などのターミナル駅で弁当を購入してしまうことが多く、また上り列車では終点の東京駅まであと僅かということで、横浜駅は弁当類の販売には向いていなかった。このことから、茂吉は銀座で見かけた煙草のキャンペーンガールピース娘にヒントを得て、従業員に赤いチャイナドレス風の衣装（下半身はスカート）と、ミス・コンテスト受賞者と同じたすきをつけてもらい、女性の売り子によるシウマイの販売を1950年頃から始めたとされている。落語家桂歌丸（横浜出身）の妻・椎名冨士子もその昔、シウマイ娘をしていた。
この「シウマイ娘」は映画・小説の題材にもなり、1952年に『毎日新聞』で獅子文六によって連載された『やっさもっさ』という横浜を舞台にした小説にも、花咲千代子なる女性がシウマイ娘として登場する。1953年、法人化（合名会社）30周年記念として行った映画化に際しては花咲の役を桂木洋子が務めており、実際にシウマイ娘の制服・たすきをつけて演じている。
その後、横浜駅での駅弁形式での販売は中断するが、2007年7月に東海道本線の横浜駅 - 国府津駅の区間の開業120年を記念した特別企画として、期間限定ながらそれを復活させている。現在も、新横浜にある当社横浜工場の社会見学コースでは、そのシウマイ娘が実際に着用したチャイナドレス風のユニフォームや、たすきが展示されており、希望者には記念写真撮影用にそれらを貸出ししてくれる。
また、クレイジーケンバンドが、このシウマイ娘をイメージした、その名も『シウマイ娘』 なる楽曲を発表している。

## 沿革

### 明治・大正
- 1908年（明治41年） - 4代目横浜駅長の久保久行が、退職後の職業として初代横浜駅（現 桜木町駅）での営業許可を、妻の久保コトの名義で取得[26]。駅構内で雑貨や食料（餅やサイダー）を販売していた[27][28]。実際の営業は、野並茂吉がかつて働いていた水了軒の松塚孫三郎が行った[7]。
- 1915年（大正4年） - 横浜駅が、初代横浜駅から2代目横浜駅（高島町駅付近）に移転。崎陽軒・東洋軒ともう1社の合同で、匿名組合崎陽軒を設立[7]。支配人には野並茂吉が就任[26]。
- 1923年（大正12年） - 匿名組合を解散、合名会社崎陽軒を設立[26]。

### 昭和
- 1928年（昭和3年） -  横浜駅が、2代目横浜駅から現在地に移転。具材の豚肉に干しホタテを加えた横浜名物崎陽軒の「シウマイ」を開発・発売[26][27][28]。
- 1941年（昭和16年） - 横浜駅前支店を改組、株式会社崎陽軒食堂を設立[26]。
- 1948年（昭和23年） - 合名会社崎陽軒と株式会社崎陽軒食堂を合併、株式会社崎陽軒を設立。代表取締役社長に野並茂吉が就任[29]。
- 1950年（昭和25年） - 宣伝のため、横浜駅構内に「シウマイ娘」が登場[29]。
- 1952年（昭和27年） - 毎日新聞で連載されていた獅子文六の小説『やっさもっさ』に「シウマイ娘」が登場[27][29]。
- 1953年（昭和28年） - 『やっさもっさ』が松竹により映画化、シウマイ娘を桂木洋子が演じる[27]。
- 1954年（昭和29年） - 「シウマイ弁当」発売開始[28][29]。
- 1955年（昭和30年） - 横浜駅東口に「シウマイショップ」（現「崎陽軒本店」）を建設。「ひょうちゃん」が横山隆一により誕生[29]。
- 1965年（昭和40年） - 初代社長の野並茂吉が死去、2代目社長に野並豊が就任[29]。
- 1967年（昭和42年） - 真空パックシウマイ販売開始[29]。
- 1968年（昭和43年） - 創業60周年記念式典にて、PR映画「シウマイに夢をのせて」とCMソング「シウマイ旅情」を発表[30]。
- 1970年（昭和45年） - 崎陽軒では初の郊外型レストランとして、横浜市戸塚区原宿の国道1号沿いに「中国料理 太陽（タイヤン）」を開店、これを機に本格的に飲食店経営に進出[31]。
- 1986年（昭和61年） - 本社ビル「ヨコハマ・ジャスト1」が竣工。

### 平成
- 1991年（平成3年）
  - 取締役会長に野並豊が就任、三代目社長に野並直文が就任[32]。
  - 「シウマイ弁当」が「ヨコハマ遊大賞」を物としては初めて受賞[32]。
- 2002年（平成14年） - 1970年開店の「中国料理 太陽」の跡地に、レストラン「戸塚崎陽軒」を新築開店[33]。
- 2003年（平成15年） - 横浜工場をシウマイの製造工程見学ができるようリニューアル[32]。
- 2007年（平成19年）
  - 11月 - JAS法違反（後述）判明。
  - 12月 - 大丸京都店・大阪阪急サン通りの店舗を閉店、関西地区から撤退。
- 2008年（平成20年） - 創業100周年、100周年100企画の実施[32]。
- 2016年（平成28年）6月 - 東京駅一番街に「シウマイBAR（バル）」を新規オープン。
- 2017年（平成29年）6月23日 - 「メガシウマイ弁当」を発売。
- 2018年（平成30年）
  - 創業110周年、シウマイ発売90周年事業を展開。ムック『崎陽軒Walker』（KADOKAWA）刊行、記念包装や直営店での限定メニューなど[34]。
  - 8月 - 横浜工場の工場見学を既存コースに加え、弁当の箱詰め作業などの工程も見学できるようリニューアル[35]。
  - 12月8日 - 初音ミクパッケージの特製シウマイを発売（2019年1月31日まで）[36]。

### 令和
- 2019年（平成31年/令和元年）
  - 2月 - 横浜中華街に食べ歩きもできる「シウマイBAR（バル）」を開店[37] 。
  - 5月1日 - 新元号「令和」に合わせ、弁当の白米を赤飯に変えた「新元号記念 令和 お赤飯シウマイ弁当」を販売[38]。
- 2020年（令和2年）6月18日 - 崎陽軒初のスイーツ専門の新業態「HB Style KIYOKEN」オープン。
  - 8月 - 台湾・台北駅に日本国外1号店として「台北駅店」をオープン[39]。
- 2022年（令和4年）
  - 5月25日 - 野並直文が会長に、野並晃が社長に就任[40]。
  - 7月19日 - 福井県の魅力発信および認知度向上に係る相互協力協定を締結。
- 2025年（令和7年）2月28日 - 同日をもってレストラン「戸塚崎陽軒」を閉店、郊外型レストラン事業から撤退[33]。

## 主な商品
崎陽軒が発売している主な商品は以下のとおり。

### シウマイ
1928年（昭和3年）発売。崎陽軒によれば、シウマイ発売前、横浜には名物がなかったという。そこで、久保久行の娘婿で妻コトの実家野並家を継いだ初代社長の野並茂吉が「何か横浜の名物を」と南京街（現在の横浜中華街）で突き出しとして出されていたシュウマイを販売しようと発案。点心の専門家「呉遇孫（ご ぐうそん）」を招聘し、「冷めても美味しいシウマイを」と試行錯誤し、一晩水につけて戻した干し帆立貝柱と豚肉を使用することを考案した。
栃木県上都賀郡加園村（現・鹿沼市）出身の茂吉 はシュウマイと上手く発音できず「シーマイ」と訛って発音していたのを、当時の中国人スタッフが広東での発音「シウマイ」に近いとお墨付きを与えたことから、シウマイと表記するようになった といわれるほか、「うまい」という言葉の含意説などが知られている。
ただし、横浜の伊勢佐木町にあった博雅亭が1899（明治32）年に「焼売」の販売を開始し、1922年（大正11年）には豚肉に北海道産の乾燥貝柱と車海老を加えた商品を「シウマイ」表記で発売しており、戦前の日本語の仮名遣いでは「シウマイ」となるのが普通だったのではないか、という考察もある。
シウマイに使う干貝柱は北海道宗谷郡猿払村産を使っている。猿払村漁業協同組合の加工場には崎陽軒の看板がかけられている。
頭頂部にグリーンピースを載せた焼売が消えつつあるとされているが、崎陽軒ではグリーンピースを上に乗せるのではなく餡自体に混ぜており、1個に2粒のグリーンピースが入っていたり1粒も入っていなかったりとばらつきはあるものの、健在である。
かつては真空パックタイプのシウマイを全国の百貨店やスーパー向けに供給していたが、店頭で商品がぞんざいに扱われる例が多く「ブランド価値を毀損している」と判断したことから、2010年までに販路を直営店と通販に絞っている。ただし、首都圏以外の百貨店で催事として出店することはある。

### 弁当

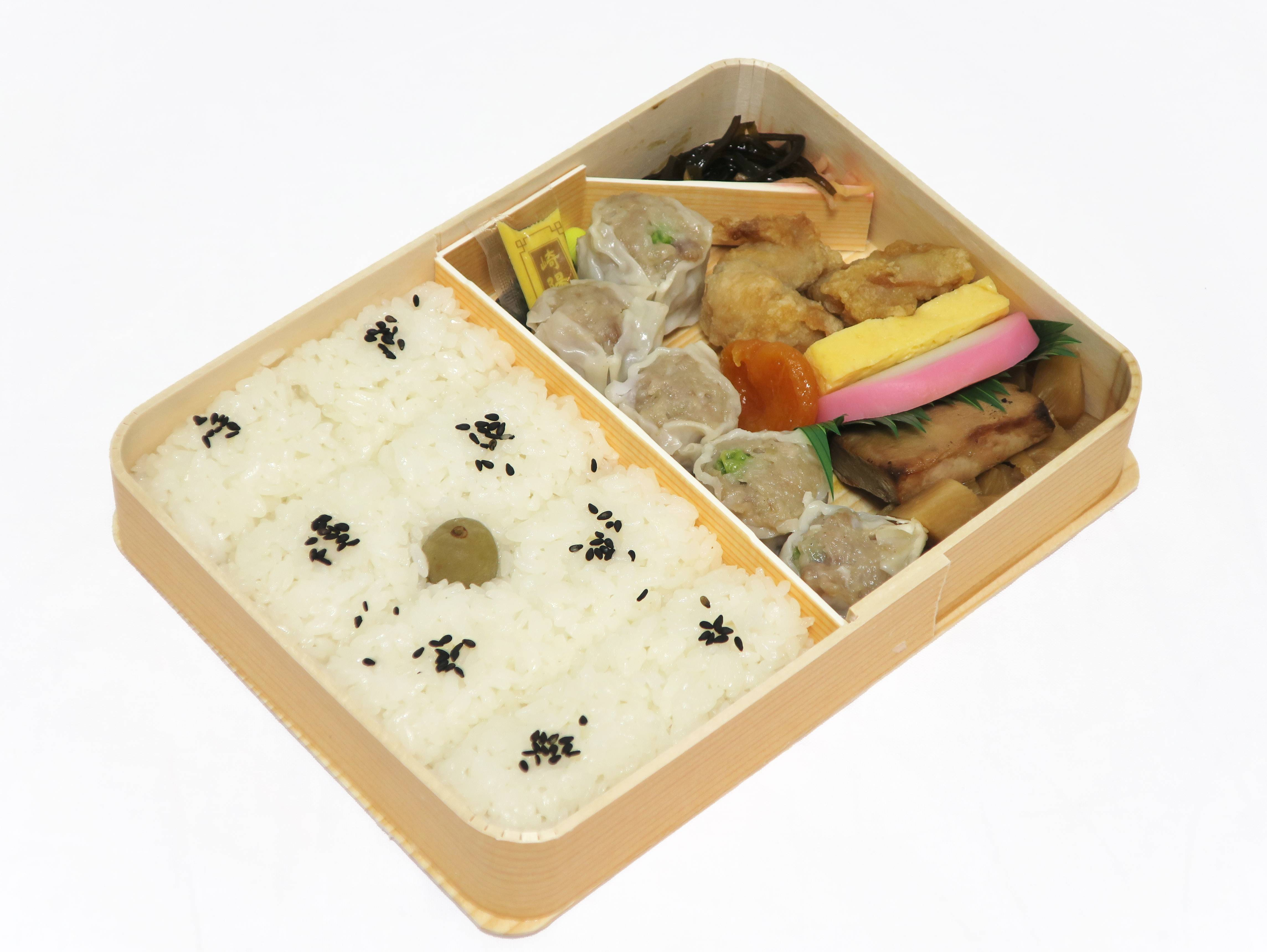
シウマイ弁当

- シウマイ弁当：シウマイを主なおかずとして盛り付け、米飯が8等分され幕の内弁当で、崎陽軒の代表商品。駅弁としても販売される。
- 横濱チャーハン弁当：チャーハン風のごはんとおかずをセットにしたもの。シウマイも入っている。
- 横濱中華弁当：エビのチリソースなどをおかずとした中華風幕の内弁当。シウマイも入っている。
- 幕の内：和風の幕の内弁当。
- 鯛めし：パッケージが鯛の形。金目鯛入りの茶飯を中心に、シウマイなどが添えられている。
- 季節限定弁当：季節ごとにモデルチェンジされる幕の内系の弁当。高級仕様として松花堂弁当も提供されている。
- シウマイ年賀状：1976年より販売開始[52][53]。年賀はがきと懸賞応募はがきがセットになっている。年賀はがきにはシウマイの引換券が付き、年賀状として受け取った側は、直営店や百貨店など[53] の引き換え対象店舗でシウマイ15個入と引き換えられる。懸賞はがきは抽選で賞品が当たる応募券となっており、購入した側は年賀はがきを切り離し、懸賞はがきの部分を店頭に持参または崎陽軒へ郵送することで懸賞に応募できる[52]。価格は「昔ながらのシウマイ（15個入）」1箱と同価格であるが、郵便切手代は含まれずが別途切手が必要となる[53]。
- おうちで駅弁シリーズ：冷凍食品の弁当。通信販売向けを想定した商品で、特に2020年に新型コロナウイルス感染症の流行の影響で「買いたくても買いに行けない」消費者からの注文が増えたことを受けて開発された[51]。

### 点心・菓子
- 中華まん：肉まん、あんまん、シウマイまんが通常販売されている。
- 横濱月餅：小豆、栗、宇治抹茶、黒ごまの4種が通常販売されている。

### 提携商品
まねき食品（兵庫県姫路市）と提携し、2021年11月26日から姫路駅でまねき食品が販売する「関西シウマイ弁当」に用いられるシウマイを製造している
。このシウマイは「関西シウマイ」として、関西圏の百貨店で催事出店した際に単品販売されることがある。「ひょうちゃん」も関西の風物を描いたものが用意されている。

### 販売終了商品
以前は、うなぎ弁当、焼飯（現「横濱チャーハン弁当」の前身）、稲荷寿司、サンドイッチ、カツレツ弁当、みなと寿司、山菜おこわ弁当なども販売されていた。

## レストラン
以下のとおり、レストラン事業も営んでいる。

### 店舗
- 崎陽軒本店
  - 中国料理 嘉宮（カキュウ）

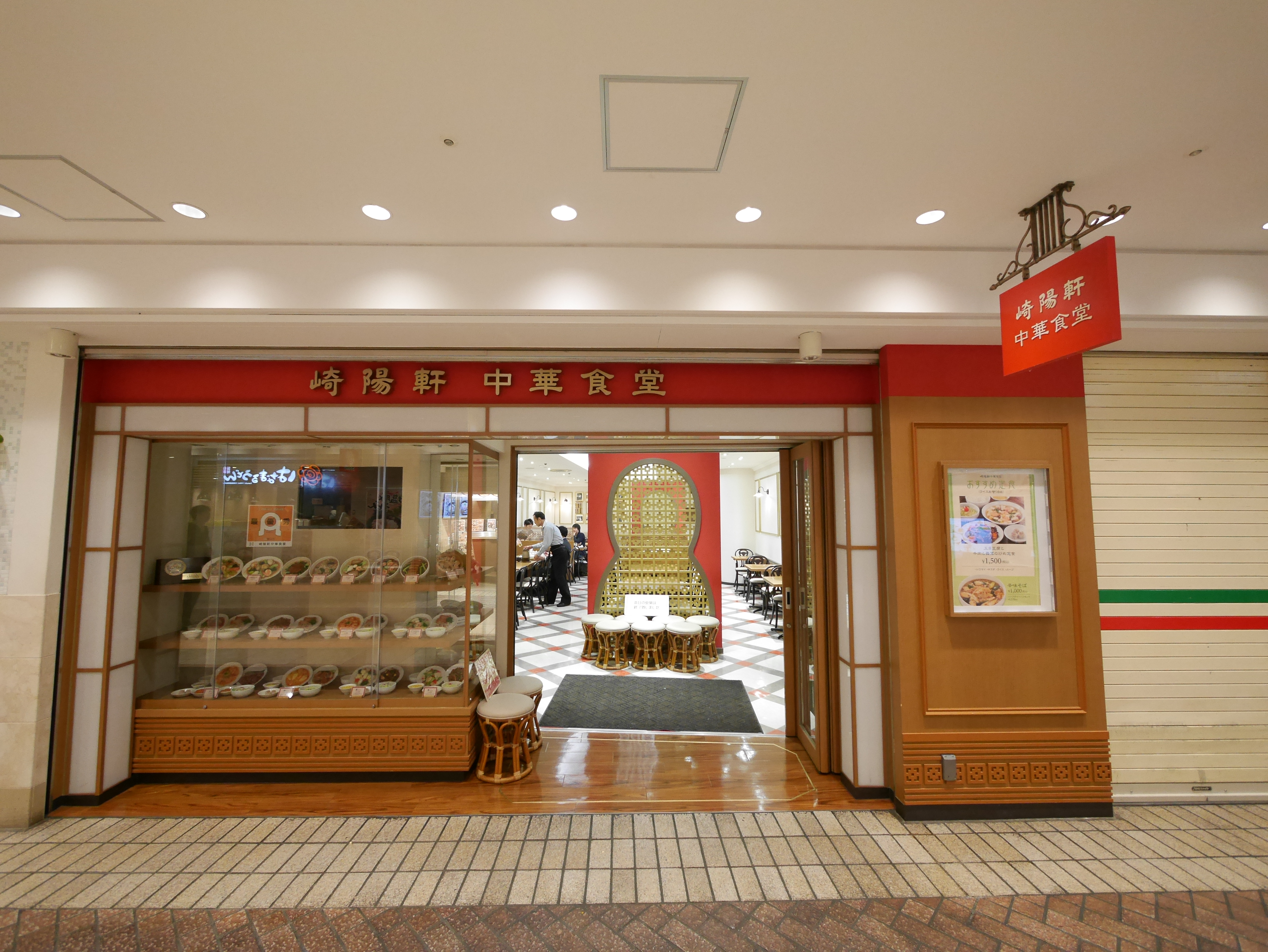
崎陽軒 中華食堂（横浜ポルタ）

  - イタリア料理 イルサッジオ (IL SAGGIO)
  - ビアレストラン 亜利巴"巴"
  - ティーサロン アボリータム
- 横浜ポルタ（横浜駅東口地下街）
  - 崎陽軒 中華食堂
- 横浜赤レンガ倉庫
  - 崎陽軒 横浜赤レンガ倉庫店 - フードコート型店舗

### 閉店した店舗

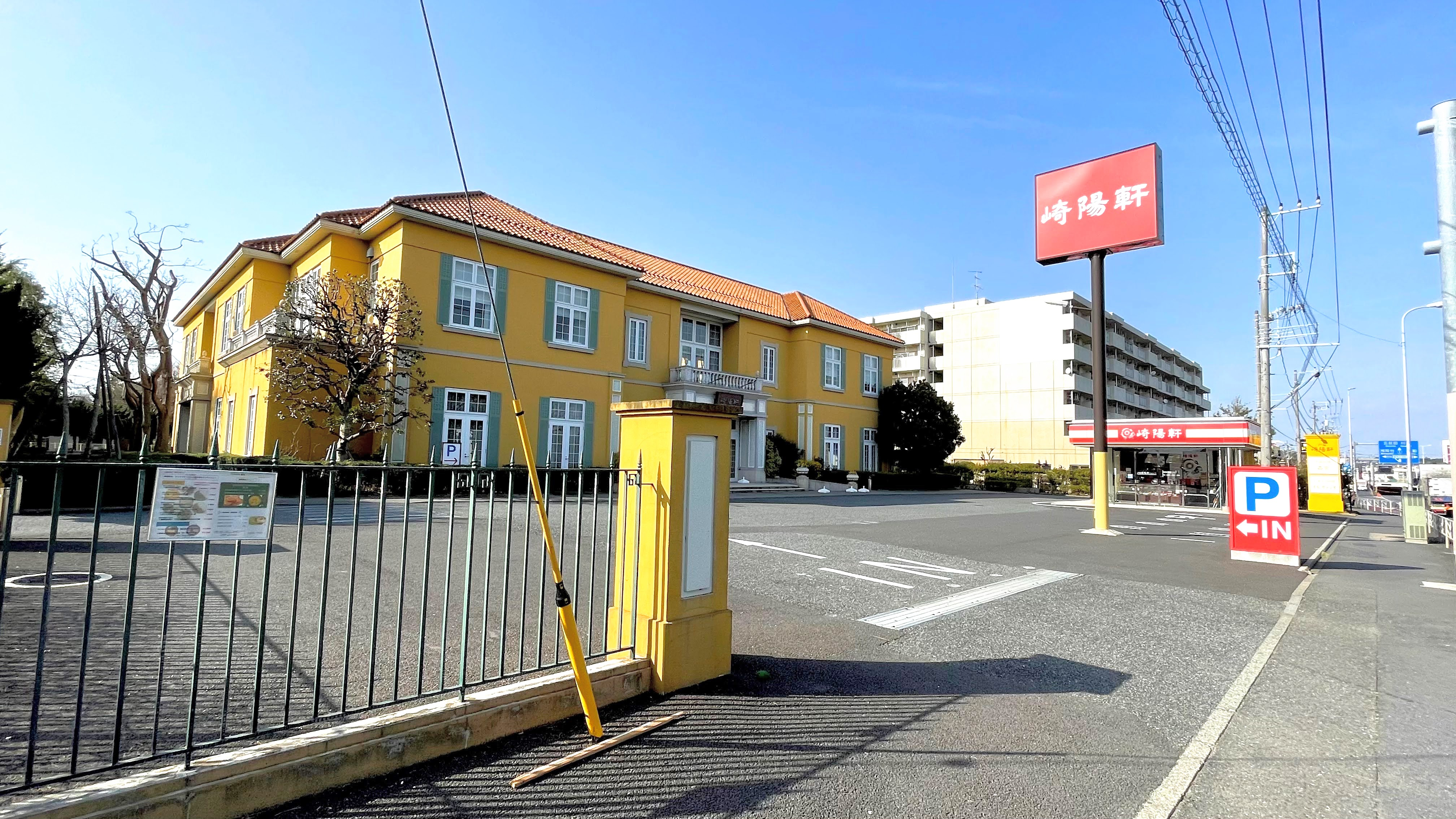
戸塚崎陽軒

- 戸塚崎陽軒 - 国道1号沿いのロードサイド店舗（戸塚区原宿）。崎陽軒が初の郊外型レストランとして1970年に開店した「中国料理 太陽（タイヤン）」[57]の跡地に、「崎陽軒本店」の姉妹店として2002年に「戸塚崎陽軒」を新築開店[33]。本館レストランのほか、道路沿いにシウマイ・弁当の売店「戸塚崎陽軒ショップ」を併設する[33]。2025年2月28日をもってレストランを閉店[33]、売店「戸塚崎陽軒ショップ」のみ営業継続する[33]。「2024年7月10日から館内設備メンテナンスのため当面の間休店、再開時期は未定」としていたが[58][59]、一旦は営業再開したものの、結局閉店となった。
  - 戸塚崎陽軒 中国料理 嘉宮（カキュウ）[58]
  - 戸塚崎陽軒 イタリア料理 イルサッジオ (IL SAGGIO)[59]

## 出資先
横浜青年会議所の設立・横浜能楽堂の建設促進運動・横浜市民プラザの設立にも携わったほか、横浜駅周辺の企業に出資を行うなど、地元横浜の発展にも尽力している。
- 株式会社横浜赤レンガ - 横浜赤レンガ倉庫の運営会社。
- 横浜新都市センター株式会社 - 横浜新都市ビル（メインテナント：そごう横浜店）・横浜駅東口の地下街横浜ポルタなどを運営。
- 株式会社横浜スカイビル - 設立時に出資　野並茂吉らが考案した「ワールドセンター構想」が原案になっている。
- 株式会社横浜ステーシヨンビル - 旧 横浜駅西口駅舎 横浜ステーシヨンビル（横浜CIAL）の運営会社。
- 横浜ターミナルビル株式会社 - 横浜駅東口駅舎 横浜ターミナルビル（メインテナント：ルミネ横浜店）の運営会社。
- 横浜地下街株式会社（現 株式会社相鉄アーバンクリエイツ） - 横浜駅西口の地下街ダイヤモンド地下街の運営会社　相模鉄道の完全子会社化に伴い、譲渡。
- 横浜マリノス株式会社 - 2005年2月の増資の際に地元資本として出資[60]。

など

### スポンサー及び地域活動
- 日本テレビで放送されている『ぶらり途中下車の旅』、過去のテレビ東京「日曜ビッグスペシャル」（いずれもスポンサーの一つ）や、崎陽軒のお膝元であるテレビ神奈川・横浜エフエム放送などで放送されているCMソングは「シウマイ旅情」というタイトルで、1968年に崎陽軒の創業60周年を記念して製作したPR映画「シウマイに夢をのせて」の主題歌でもある。作詞は伊藤アキラ、作曲は越部信義。
- 横浜DeNAベイスターズの本拠地・横浜スタジアムでは、1978年の開業以来35年間、外野・右中間フェンスに「崎陽軒シウマイ」の広告が掲示され続けている。
- 2020年2月12日、 新型コロナウイルスの集団感染の影響で横浜港での長期停泊を余儀なくされているクルーズ船、ダイヤモンド・プリンセス号に主力商品「シウマイ弁当」4000個（乗客・乗員向けに3800個、 支援を担う自衛隊などに200個 ）を提供した[61]。
- 初代社長が栃木県鹿沼市の出身であることにちなみ、同市の有志が進めている「シウマイのまち」の町おこし活動に協力している[44][62][63][64][65]。

## 不祥事

### 原材料不適切表示問題
2007年11月28日、同月中旬に実施した社内調査にて「昔ながらのシウマイ」「真空パックシウマイ」「特製シウマイ」「フカヒレ粥」等9種類21品目（後に10種類22品目に変更）の自社製品の原材料表示について、本来表示すべき重量順となっておらず、JAS法（加工食品品質表示基準） 違反が判明した。これを受け、崎陽軒は「シウマイ弁当」以外の自社製品を店頭から一時撤去し、農林水産省は本社と工場に立入検査をした。

## テレビ番組
- 日経スペシャル カンブリア宮殿 最強商品を生んだ 究極のローカル戦略！（2015年9月10日、テレビ東京）[68]

## 関連書籍
- 『なぜ崎陽軒のシウマイは冷たいのに売れるのか？ Think different 30売れ続けるヒット商品を読み解く』みらいパブリッシング/星雲社、2019年1月22日。ISBN 9784434255724

## その他
- 現社長（当時専務）の野並晃は『覆面リサーチ ボス潜入』に出演したが、変装が甘かったためベテラン社員にあっさり見破られた。